# 2017 au Luxembourg
Chronologie du Luxembourg
- 2013
- 2014
- 2015
- 2016
- 2017
- 2018
- 2019
- 2020
- 2021

Événements de l'année 2017 au Luxembourg.

## Évènements

### Janvier
- 12 – 13 janvier : passage de la tempête Egon.
- 28 – 29 janvier : 68e Championnats du monde de cyclo-cross.

### Février
- 14 février : accident ferroviaire de Dudelange.

### Mai
- 31 – 4 juin : 77e Tour de Luxembourg remporté par Greg Van Avermaet.

### Juin
- 23 juin : Fête nationale.

### Juillet
- 1er – 23 juillet : 104e Tour de France remporté par Christopher Froome.
- 20 juillet : promulgation de la première loi européenne sur l’exploitation des ressources spatiales[1],[2].

### Octobre
- 8 octobre : élections communales.
- 16 – 21 octobre : tournoi de tennis de Luxembourg.

### Décembre
- 10 décembre : inauguration du tramway de Luxembourg et du funiculaire Pfaffenthal-Kirchberg.
- 11 décembre : passage de la tempête Ana.

## Décès
- 17 janvier : Heng Freylinger (en), lutteur.
- 14 novembre : Jean-Pierre Schmitz, cycliste sur route.
- 21 décembre : Lisa Berg (lb), violoncelliste et compositrice de musique.